# Dieter Schmoeckel
Dieter Schmoeckel (* 2. Juni 1931 in Berlin; † 26. Oktober 2013 in Stuttgart) war ein deutscher Maschinenbauingenieur und Hochschullehrer.

## Leben
Dieter Schmoeckel studierte Maschinenbau an der Technischen Universität Berlin und der Technischen Hochschule Stuttgart. 1965 wurde er in Stuttgart zum Dr.-Ing. promoviert. Im selben Jahr begann er seine Industrielaufbahn bei der Daimler-Benz AG, wo er über ein Jahrzehnt Leitungsfunktionen ausübte. 1976 erhielt er einen Ruf als Professor an die Fakultät für Maschinenbau der Technischen Hochschule Darmstadt, wo er als Direktor das Institut für Umformtechnik, das spätere Institut für Produktionstechnik und Umformmaschinen, aufbaute und bis 1998 leitete.
Schmoeckel war Mitglied der Arbeitsgemeinschaft Umformtechnik, der Wissenschaftlichen Gesellschaft für Produktionstechnik, der Internationalen Akademie für Produktionstechnik (CIRP) und der International Cold Forging Group (ICFG). Im CIRP war er von 1997 bis 1998 Chairman des Scientific Technical Committees Forming. Von 1989 bis 1993 gehörte er dem Annals’ Editorial Committee des CIRP an.

## Corpsstudent
Während des Studiums wurde Schmoeckel im Corps Teutonia Berlin (WSC) und Corps Rhenania Stuttgart aktiv. Er war Autor der Geschichte des Corps Rhenania Stuttgart von 1859 bis 1994. Von 1997 bis 2000 war er Vorsitzender des Weinheimer Verbandes Alter Corpsstudenten. Rhenania ernannte ihn wegen seiner großen Verdienste um das Corps 1989 zum Ehrenburschen. Seit 2009 war er Angehöriger des Corps Berlin.

## Schriften
- Untersuchungen über die Werkzeuggestaltung beim Vorwärts-Hohlfließpressen von Stahl und Nichteisenmetallen, 1965
- Erarbeitung eines Kurzprüfverfahrens zur Ermittlung optimaler Aluminium-Schmierstoff-Kombinationen im Hinblick auf die Vermeidung von Aufschweißungen beim Lochen von Aluminiumblech, 1983
- Temperaturgeführte Prozesssteuerung beim Umformen von Aluminiumblechen, 1994